# H-indeks

h-indeks je število, ki ga je predlagal leta 2005 argentinsko-ameriški fizik Jorge Eduardo Hirsch za merjenje znanstvenega učinka poljubnega znanstvenika. Indeks temelji na navedkih avtorjevih znanstvenih člankov.
Hirsch navaja: 
Znanstvenik ima indeks h, če vsak od h njegovih Np člankov prejme vsaj h navedkov in vsak od preostalih (Np - h) člankov prejme manj kot h navedkov.
Ta indeks ima več prednosti pred drugimi sodili, saj ni občutljiv na en sam izjemen dosežek z mnogimi navedki. 
Hirsch predlaga, da se pri računanju indeksa uporabljajo podatki, ki jih objavlja Institute for Scientific Information's Web of Knowledge. Ugotovil je, da je na primer Edward Witten z indeksom h = 110 najvišje uvrščeni fizik.